# Georg Müller-Heim
Georg Müller-Heim (* 27. September 1879 in Glauchau als Georg Heinrich Müller; † nach 1947) war ein deutscher Journalist und Schriftsteller. Er gründete die Verlage „Dresdner Presse“ und „Der Spötter“.

## Leben
Er war der Sohn eines Pfarrers und besuchte am Wirkungsort seines Vaters von Ostern 1891 bis Michaelis 1900 das Gymnasium in Zwickau, das er mit dem Abitur abschloss. Danach studierte er Staats- und Rechtswissenschaften an den Universitäten München und Jura.
Müller-Heim wurde als Redakteur zuerst in Leipzig, ab 1912 in Dresden bei den Dresdner Nachrichten tätig. Er veröffentlichte Theaterstücke und Schriften, meist im Eigenverlag, und schrieb auch Gedichte wie Die „Bubiquelle“ in Bad Elster. 1915/1916 erschienen mehrere Erzählungen, die den Ersten Weltkrieg zum Thema hatten. Daneben arbeitete er als Rechtsberater.
1919 wurde seine Dialektkomödie „Kuhschnappel“ am Deutschen Theater in Bremen uraufgeführt. 1922 wurde er als Verleger des „Spötters“ wegen öffentlicher Verleumdung u. a. gegenüber der Sächsischen Staatskanzlei zu einer Geld- oder Haftstrafe verurteilt. Auch in den Folgejahren kam es zu Gerichtsurteilen gegen ihn, so 1925 wegen „verleumderischer Beleidigung“ in Dresden.
Nach Ende des Zweiten Weltkriegs wurde er in die Irrenanstalt Untergöltzsch eingewiesen, worüber er sich 1947 beim Sächsischen Landtag beschwerte.

## Schriften (Auswahl)
- Leipzig und die Leipziger. Leute, Dinge, Sitten, Winke. Teutonia, Leipzig 1906.
- Fröhlicher Spötter, Scherzgedichte u. Zeitglossen! Hefte 1 bis 3, Verlag "Dresdner Presse" G. Müller-Heim, Dresden-A., 1920–1921.
- Puppchen bummelt durch Dresden! Dresden [ca. 1913].
- Im Flugzeuge gegen England und andere Flieger-Geschichten. Hesse & Becker., Leipzig 1915.
- Helden im Weltkrieg. Im Flugzeug und Unterseeboot gegen England. Eine Erzählung. Dresden 1915.
- Helden unterm Christbaum. Erzählung. Leipzig [1916].
- Beibehaltung oder Abschaffung der Todesstrafe? Das Schicksal meiner Tochter Grete Beier auf Grund von Originaldokumenten und Schilderungen der Frau verw. Beier. Dresden 1928.
- Acht Tage Angst. Schwank in 3 Akten. Mühlhausen [1932].